# Eishockey-Weltmeisterschaft der Frauen 2004
Die Eishockey-Weltmeisterschaften der Frauen im Jahre 2004 wurde in vier Turnieren zwischen dem 14. März und dem 6. April ausgetragen, an denen insgesamt 27 Mannschaften teilnahmen. Die achte Austragung der Top-Division fand vom 30. März bis zum 6. April 2004 in den kanadischen Städten Halifax und Dartmouth statt.
Weltmeister wurde die kanadische Eishockeynationalmannschaft der Frauen vor den Vereinigten Staaten und Finnland. Für Kanada war es bei der achten Weltmeisterschaft der achte Titelgewinn. Allerdings gab es in der Vorrunde die erste WM-Niederlage für die Kanadierinnen gegen die USA.

## Top-Division
Vom 30. März bis zum 6. April 2004 fand die Top-Division der Frauen-Weltmeisterschaft in Halifax und Dartmouth in Kanada statt. Gespielt wurde im Halifax Metro Centre, der Spielstätte der Halifax Mooseheads aus der LHJMQ, und im Dartmouth Sportsplex. Insgesamt besuchten 94.001 Zuschauer die 20 Turnierspiele, was einem Schnitt von 4.700 pro Partie entspricht.
Aufgrund der im Vorjahr ausgefallenen Weltmeisterschaft nahmen in diesem Jahr ausnahmsweise neun Mannschaften in drei Vorrundengruppen an diesem Turnier teil.

### Austragungsorte
| Dartmouth |

| Halifax |

| Dartmouth |

| Halifax |

### Modus
Gespielt wurde in drei Vorrundengruppen A–C. Die Vorrunden-Ersten spielten in der Qualifikationsrunde D die Finalisten aus, die Vorrunden-Zweiten kämpften in der Qualifikationsrunde E um den zweiten Teilnehmer des Spiels um Platz 3 (gegen den Dritten der Qualifikationsrunde D) und in der Qualifikationsrunde F spielten die Vorrunden-Dritten gegen den Abstieg und für die Platzierung. Da die WM-Gruppe wieder auf acht Teams reduziert werden sollte, gab es in diesem Jahr zwei Absteiger bei nur einem Aufsteiger.

### Teilnehmer
| 5 aus Europa      | Deutschland | Finnland | Schweden | Russland | Schweiz |
| 2 aus Nordamerika | Kanada      | USA      |          |          |         |
| 2 aus Asien       | China       | Japan    |          |          |         |

### Vorrunde

#### Gruppe A
Die Spiele der Gruppe A wurden in Halifax ausgetragen.
| 30. März 2004 20:00 Uhr | Volksrepublik China | 0:11 (0:4, 0:3, 0:4) Spielbericht | Kanada J. Hefford (0:37) D. Antal (13:49) J. Hefford (16:13) H. Wickenheiser (19:27) D. Goyette (26:24) G. Apps (31:27) G. Apps (46:15) V. Sunohara (35:07) H. Wickenheiser (40:48) C. Ouellette (53:06) J. Hefford (59:42) | Halifax Metro Centre, Halifax Zuschauer: 5.447 |

| 31. März 2004 20:00 Uhr | Deutschland S. Seiler (25:02) M. Lanzl (40:21) A. Scheytt (41:27) M. Becker (59:04) | 4:2 (0:1, 1:1, 3:0) Spielbericht | Volksrepublik China Ma X. (4:59) Lu Y. (26:48) | Halifax Metro Centre, Halifax Zuschauer: 3.507 |

| 1. April 2004 20:00 Uhr | Kanada G. Apps (6:36) J. Hefford (7:26) D. Goyette (8:18) K. Bechard (12:09) J. Botterill (13:28) D. Collins (15:26) C. Campbell (17:12) V. Sunohara (19:34) J. Hefford (35:06) C. Sostorics (36:54) C. Ouellette (39:05) D. Collins (41:59) D. Antal (55:43) | 13:0 (8:0, 3:0, 2:0) Spielbericht | Deutschland | Halifax Metro Centre, Halifax Zuschauer: 7.251 |

| Pl | Land                | Sp | S | U | N | Tore  | Punkte |
| -- | ------------------- | -- | - | - | - | ----- | ------ |
| 1. | Kanada              | 2  | 2 | 0 | 0 | 24:0  | 4      |
| 2. | Deutschland         | 2  | 1 | 0 | 1 | 04:15 | 2      |
| 3. | Volksrepublik China | 2  | 0 | 0 | 2 | 02:15 | 0      |

#### Gruppe B
Die Spiele der Gruppe B wurden in Halifax ausgetragen.
| 30. März 2004 16:00 Uhr | Schweiz D. Diaz (16:09) | 1:9 (1:1, 0:4, 0:4) Spielbericht | USA J. Potter (15:13) N. Darwitz (20:24) A. Ruggiero (26:00) J. Potter (37:09) K. Stephens (39:37) T. Dunn (42:00) S. Looney (53:58) N. Darwitz (55:01) N. Darwitz (58:22) | Halifax Metro Centre, Halifax Zuschauer: 4.900 |

| 31. März 2004 16:00 Uhr | Russland I. Gawrilowa (10:18) M. Borissowa (36:34) | 2:1 (1:0, 1:0, 0:1) Spielbericht | Schweiz S. Marty (57:23) | Halifax Metro Centre, Halifax Zuschauer: 3.274 |

| 1. April 2004 16:00 Uhr | USA T. Dunn (1:01) A. Kilbourne (12:38) K. Wendell (31:18) J. Chu (32:07) K. Wendell (43:26) K. King (46:27) K. Kauth (48:37) T. Dunn (52:37) | 8:0 (2:0, 2:0, 4:0) Spielbericht | Russland | Halifax Metro Centre, Halifax Zuschauer: 6.185 |

| Pl | Land     | Sp | S | U | N | Tore  | Punkte |
| -- | -------- | -- | - | - | - | ----- | ------ |
| 1. | USA      | 2  | 2 | 0 | 0 | 17:01 | 4      |
| 2. | Russland | 2  | 1 | 0 | 1 | 02:09 | 2      |
| 3. | Schweiz  | 2  | 0 | 0 | 2 | 02:11 | 0      |

#### Gruppe C
Die Spiele der Gruppe C wurden in Dartmouth ausgetragen.
| 30. März 2004 18:00 Uhr | Japan | 2:8 (0:2, 2:4, 0:2) | Schweden | Dartmouth Sportsplex, Dartmouth Zuschauer: 1.238 |

| 31. März 2004 18:00 Uhr | Finnland | 1:0 (1:0, 0:0, 0:0) | Japan | Dartmouth Sportsplex, Dartmouth Zuschauer: 1.221 |

| 1. April 2004 18:00 Uhr | Schweden | 2:2 (2:0, 0:1, 0:1) | Finnland | Dartmouth Sportsplex, Dartmouth Zuschauer: 1.412 |

| Pl | Land     | Sp | S | U | N | Tore  | Punkte |
| -- | -------- | -- | - | - | - | ----- | ------ |
| 1. | Schweden | 2  | 1 | 1 | 0 | 10:04 | 3      |
| 2. | Finnland | 2  | 1 | 1 | 0 | 03:02 | 3      |
| 3. | Japan    | 2  | 0 | 0 | 2 | 02:09 | 0      |

### Zwischenrunde

#### Gruppe D
Die Finalrunde der drei Erstplatzierten wurde im Halifax Metro Centre ausgetragen. Die Teams auf Platz eins und zwei qualifizierten sich für das Finalspiel, während das drittplatzierte Team um die Bronzemedaille spielte.
| 3. April 2004 16:10 Uhr | Kanada | 1:3 (1:2, 0:1, 0:0) Spielbericht | USA | Halifax Metro Centre, Halifax Zuschauer: 8.505 |

| 4. April 2004 20:10 Uhr | Schweden | 1:7 (1:0, 0:4, 0:3) Spielbericht | Kanada | Halifax Metro Centre, Halifax Zuschauer: 5.816 |

| 5. April 2004 20:00 Uhr | USA | 9:2 (3:1, 1:1, 5:0) Spielbericht | Schweden | Halifax Metro Centre, Halifax Zuschauer: 4.971 |

| Pl | Land     | Sp | S | U | N | Tore  | Punkte |
| -- | -------- | -- | - | - | - | ----- | ------ |
| 1. | USA      | 2  | 2 | 0 | 0 | 12:03 | 4      |
| 2. | Kanada   | 2  | 1 | 0 | 1 | 08:04 | 2      |
| 3. | Schweden | 2  | 0 | 0 | 2 | 03:16 | 0      |

#### Gruppe E
Die Qualifikationsrunde, an der die drei Zweitplatzierten der Vorrunde teilnahmen, wurde ebenfalls im Metro Centre ausgespielt.
| 3. April 2004 20:00 Uhr | Deutschland M. Becker (22:49) R. Wolf (26:04) | 2:4 (0:1, 2:2, 0:1) | Russland T. Sotnikowa (5:55) O. Permjakowa (27:05) J. Bjalkowskaja (33:20) T. Sotnikowa (47:14) | Halifax Metro Centre, Halifax Zuschauer: 4.144 |

| 4. April 2004 16:00 Uhr | Finnland | 4:0 (2:0, 1:0, 1:0) | Deutschland | Halifax Metro Centre, Halifax Zuschauer: 6.599 |

| 5. April 2004 16:00 Uhr | Russland | 1:2 (1:0, 0:2, 0:0) | Finnland | Halifax Metro Centre, Halifax Zuschauer: 5.976 |

| Pl | Land        | Sp | S | U | N | Tore | Punkte |
| -- | ----------- | -- | - | - | - | ---- | ------ |
| 1. | Finnland    | 2  | 2 | 0 | 0 | 6:1  | 4      |
| 2. | Russland    | 2  | 1 | 0 | 1 | 5:4  | 2      |
| 3. | Deutschland | 2  | 0 | 0 | 2 | 2:8  | 0      |

#### Gruppe F
Die Abstiegsrunde der drei Letztplatzierten wurde im Dartmouth Sportsplex ausgetragen. Da die chinesische Mannschaft ihre beiden Spiele gewann, verbleibt diese in der Top-Division der Weltmeisterschaft, während das Schweizer und das japanische Team in die Division I absteigen.
| 3. April 2004 18:00 Uhr | Volksrepublik China | 6:3 (2:1, 3:1, 1:1) | Schweiz | Dartmouth Sportsplex, Dartmouth Zuschauer: 1.197 |

| 4. April 2004 18:00 Uhr | Japan | 2:5 (0:2, 0:1, 2:2) | Volksrepublik China | Dartmouth Sportsplex, Dartmouth Zuschauer: 1.205 |

| 5. April 2004 18:00 Uhr | Schweiz | 4:0 (0:0, 1:0, 3:0) | Japan | Dartmouth Sportsplex, Dartmouth Zuschauer: 996 |

| Pl | Land                | Sp | S | U | N | Tore  | Punkte |
| -- | ------------------- | -- | - | - | - | ----- | ------ |
| 1. | Volksrepublik China | 2  | 2 | 0 | 0 | 11:05 | 4      |
| 2. | Schweiz             | 2  | 1 | 0 | 1 | 07:06 | 2      |
| 3. | Japan               | 2  | 0 | 0 | 2 | 02:09 | 0      |

### Finalspiele

#### Spiel um Platz 3
| 6. April 2004 16:00 Uhr | Finnland S. Sirviö (18:36) S. Fisk (27:04) M. Saarinen (48:49) | 3:2 (1:0, 1:2, 1:0) Spielbericht | Schweden E. Holst (25:56) A.-L. Edstrand (27:57) | Halifax Metro Centre, Halifax Zuschauer: 5.111 |

#### Finale
| 6. April 2004 20:10 Uhr | USA | 0:2 (0:0, 0:1, 0:1) Spielbericht | Kanada H. Wickenheiser (24:17) D. Collins (41:37) | Halifax Metro Centre, Halifax Zuschauer: 10.506 |

### Abschlussplatzierung der WM
| Pl | Mannschaft          |
| -- | ------------------- |
| 1  | Kanada              |
| 2  | USA                 |
| 3  | Finnland            |
| 4  | Schweden            |
| 5  | Russland            |
| 6  | Deutschland         |
| 7  | Volksrepublik China |
| 8  | Schweiz             |
| 9  | Japan               |

### Titel, Auf- und Absteiger
| Weltmeister Kanada | Kim St-Pierre, Sami Jo Small – Becky Kellar, Colleen Sostorics, Thérèse Brisson, Cherie Piper, Gillian Ferrari, Gillian Apps, Cheryl Pounder, Caroline Ouellette, Danielle Goyette, Jayna Hefford, Jennifer Botterill, Hayley Wickenheiser, Dana Antal, Kelly Béchard, Gina Kingsbury, Delaney Collins, Vicky Sunohara, Cassie Campbell Trainer: Karen Hughes, Ken Dufton, Dave Jamieson |
| Silber USA         | Chanda Gunn, Pam Dreyer – Molly Engstrom, Angela Ruggiero, Julianne Vasichek, Kelly Stephens, Kerry Weiland, Andrea Kilbourne, Kim Insalaco, Jenny Potter, Julie Chu, Shelley Looney, Krissy Wendell, Kathleen Kauth, Kristin King, Katie King, Cammi Granato, Natalie Darwitz, Tricia Dunn, Kelli Halcisak Trainer: Ben Smith, Mike Gilligan, Alana Blahoski                            |
| Bronze Finnland    | Heidi Wiik, Minna Halonen – Hanna Kuoppala, Emma Laaksonen, Jenni Hiirikoski, Merita Bruun, Satu Tuominen, Terhi Mertanen, Sari Fisk, Vilja Lipsonen, Satu Hoikkala, Mari Saarinen, Nora Tallus, Saija Sirviö, Eveliina Simila, Saara Tuominen, Kati Kovalainen, Henna Savikuja, Katja Riipi, Karoliina Rantamäki Trainer: Hannu Saintula, Sami Aaltonen, Matti Koivula                  |

| Absteiger: | Schweiz Japan |
| Aufsteiger | Kasachstan    |

### Statistik

#### Beste Scorerinnen
Quelle: iihf.com
Abkürzungen: Sp = Spiele, T = Tore, A = Assists, Pkt = Punkte, +/− = Plus/Minus, SM = Strafminuten; Fett: Turnierbestwert

| Spieler            | Team   | Sp | T | V | Pkt | SM | +/− |
| ------------------ | ------ | -- | - | - | --- | -- | --- |
| Jennifer Botterill | Kanada | 5  | 3 | 8 | 11  | 0  | +8  |
| Natalie Darwitz    | USA    | 5  | 7 | 3 | 10  | 2  | +7  |
| Jayna Hefford      | Kanada | 5  | 7 | 3 | 10  | 2  | +6  |
| Caroline Ouellette | Kanada | 5  | 3 | 6 | 9   | 0  | +10 |
| Krissy Wendell     | USA    | 4  | 4 | 3 | 7   | 0  | +7  |
| Angela Ruggiero    | USA    | 5  | 2 | 5 | 7   | 2  | +9  |
| Danielle Goyette   | Kanada | 5  | 2 | 5 | 7   | 6  | +7  |
| Cherie Piper       | Kanada | 5  | 1 | 6 | 7   | 4  | +7  |
| Jenny Potter       | USA    | 5  | 3 | 3 | 6   | 4  | +6  |
| Katie King         | USA    | 5  | 2 | 4 | 6   | 2  | +6  |

#### Beste Torhüterinnen
Quelle: iihf.com; Abkürzungen: Sp = Spiele, Min = Eiszeit (in Minuten), SaT = Schüsse aufs Tor, GT = Gegentore, SVS=gehaltene Schüsse, SO = Shutouts, Sv% = gehaltene Schüsse (in %), GTS = Gegentorschnitt; Fett: Turnierbestwert
| Spieler                   | Team        | Sp | Min    | SaT | GT | SVS | SO | S%    | GTS  |
| ------------------------- | ----------- | -- | ------ | --- | -- | --- | -- | ----- | ---- |
| Kim St-Pierre             | Kanada      | 4  | 179:44 | 62  | 3  | 59  | 3  | 95,16 | 1,00 |
| Pam Dreyer                | USA         | 3  | 158:39 | 56  | 4  | 52  | 0  | 92,86 | 1,51 |
| Chanda Gunn               | USA         | 3  | 139:18 | 28  | 2  | 26  | 0  | 92,86 | 0,86 |
| Florence Schelling        | Schweiz     | 3  | 166:21 | 66  | 5  | 61  | 1  | 92,42 | 1,80 |
| Heidi Wiik                | Finnland    | 4  | 240:00 | 64  | 5  | 59  | 1  | 92,19 | 1,25 |
| Irina Gaschennikowa       | Russland    | 4  | 240:00 | 155 | 13 | 142 | 0  | 91,61 | 3,25 |
| Tomoko Fujimoto           | Japan       | 3  | 155:17 | 71  | 6  | 65  | 0  | 91,55 | 2,32 |
| Guo Hong                  | China       | 4  | 238:53 | 166 | 19 | 147 | 0  | 88,55 | 4,77 |
| Stephanie Wartosch-Kürten | Deutschland | 3  | 166:32 | 103 | 14 | 89  | 0  | 86,41 | 5,04 |
| Kim Martin                | Schweden    | 5  | 279:34 | 131 | 18 | 113 | 0  | 86,26 | 3,86 |

### Auszeichnungen
Spielertrophäen

| Auszeichnung          | Spieler            | Team   |
| --------------------- | ------------------ | ------ |
| Beste Torhüterin      | Kim St-Pierre      | Kanada |
| Beste Verteidigerin   | Angela Ruggiero    | USA    |
| Beste Stürmerin       | Jayna Hefford      | Kanada |
| Wertvollste Spielerin | Jennifer Botterill | Kanada |

All-Star Team
| Angriff:      | Jennifer Botterill – Natalie Darwitz – Jayna Hefford |
| Verteidigung: | Gunilla Andersson – Angela Ruggiero                  |
| Tor:          | Pam Dreyer                                           |

## Division I
Vom 14. bis zum 20. März 2004 fand das Weltmeisterschaftsturnier der Division I in Ventspils in Lettland statt. Sechs Mannschaften nahmen daran teil. Der Sieger stieg direkt in die WM-Gruppe auf. Da es in diesem Jahr zwei Absteiger aus der WM-Gruppe gab, stiegen in diesem Jahr die beiden Letztplatzierten in die Division II ab.
| 14. März 2004 13:00 Uhr (Ortszeit) | Norwegen | 3:3 (1:2, 2:0, 0:1) Spielbericht | Frankreich | Ventspils Zuschauer: 110 |

| 14. März 2004 16:30 Uhr | Lettland | 1:4 (0:1, 1:3, 0:0) Spielbericht | Tschechien | Ventspils Zuschauer: 600 |

| 14. März 2004 20:00 Uhr | Nordkorea | 1:4 (0:0, 1:4, 0:0) Spielbericht | Kasachstan | Ventspils Zuschauer: 50 |

| 15. März 2004 13:00 Uhr | Tschechien | 4:3 (2:2, 0:0, 2:1) Spielbericht | Norwegen | Ventspils Zuschauer: 30 |

| 15. März 2004 16:30 Uhr | Frankreich | 6:0 (3:0, 3:0, 0:0) Spielbericht | Nordkorea | Ventspils Zuschauer: 27 |

| 15. März 2004 20:00 Uhr | Kasachstan | 3:3 (3:0, 0:1, 0:2) Spielbericht | Lettland | Ventspils Zuschauer: 500 |

| 17. März 2004 13:00 Uhr | Kasachstan | 1:0 (1:0, 0:0, 0:0) Spielbericht | Norwegen | Ventspils Zuschauer: 34 |

| 17. März 2004 16:30 Uhr | Tschechien | 3:3 (1:1, 1:1, 1:1) Spielbericht | Frankreich | Ventspils |

| 17. März 2004 20:00 Uhr | Nordkorea | 1:4 (0:0, 0:1, 1:3) Spielbericht | Lettland | Ventspils Zuschauer: 450 |

| 18. März 2004 13:00 Uhr | Frankreich | 0:4 (0:2, 0:0, 0:2) Spielbericht | Kasachstan | Ventspils Zuschauer: 32 |

| 18. März 2004 16:30 Uhr | Tschechien | 8:1 (0:1, 6:0, 2:0) Spielbericht | Nordkorea | Ventspils Zuschauer: 20 |

| 18. März 2004 20:00 Uhr | Lettland | 7:5 (4:0, 0:2, 3:3) Spielbericht | Norwegen | Ventspils Zuschauer: 700 |

| 20. März 2004 13:00 Uhr | Norwegen | 7:2 (2:0, 3:1, 2:1) Spielbericht | Nordkorea | Ventspils Zuschauer: 42 |

| 20. März 2004 16:30 Uhr | Frankreich | 2:3 (1:0, 1:1, 0:2) Spielbericht | Lettland | Ventspils Zuschauer: 550 |

| 20. März 2004 20:00 Uhr | Kasachstan | 3:0 (1:0, 1:0, 1:0) Spielbericht | Tschechien | Ventspils Zuschauer: 300 |

| Pl | Land       | Sp | S | U | N | Tore  | Punkte |
| -- | ---------- | -- | - | - | - | ----- | ------ |
| 1. | Kasachstan | 5  | 4 | 1 | 0 | 15: 4 | 9      |
| 2. | Tschechien | 5  | 3 | 1 | 1 | 19:11 | 71     |
| 3. | Lettland   | 5  | 3 | 1 | 1 | 18:15 | 71     |
| 4. | Frankreich | 5  | 1 | 2 | 2 | 14:13 | 4      |
| 5. | Norwegen   | 5  | 1 | 1 | 3 | 18:17 | 3      |
| 6. | Nordkorea  | 5  | 0 | 0 | 5 | 05:29 | 0      |

Anm:1 Bei Punktgleichheit entschied der Vergleich gegeneinander.

### Auf- und Absteiger
| Aufsteiger in die WM-Gruppe: | Kasachstan          |
| Absteiger aus der WM-Gruppe: | Japan, Schweiz      |
| Absteiger aus Division I:    | Nordkorea, Norwegen |
| Aufsteiger in Division I:    | Dänemark            |

## Division II
Vom 14. bis zum 20. März 2004 fand das Weltmeisterschaftsturnier der Division II in Sterzing (ital. Vipiteno) in Italien statt. Sechs Mannschaften nahmen daran teil. Der Sieger stieg direkt in die Division I auf. Da es in diesem Jahr zwei Absteiger aus der Division I gab, stiegen in diesem Jahr die beiden Letztplatzierten in die Division III ab.
| 14. März 2004 13:00 Uhr | Niederlande | 1:5 (0:0, 1:3, 0:2) Spielbericht | Slowakei | Sterzing Zuschauer: 300 |

| 14. März 2004 16:30 Uhr | Großbritannien | 2:3 (0:1, 2:1, 0:1) Spielbericht | Dänemark | Sterzing Zuschauer: 200 |

| 14. März 2004 20:00 Uhr | Australien | 0:7 (0:1, 0:2, 0:4) Spielbericht | Italien | Sterzing Zuschauer: 600 |

| 15. März 2004 13:00 Uhr | Dänemark | 4:1 (1:0, 1:0, 2:1) Spielbericht | Niederlande | Sterzing Zuschauer: k. A. |

| 15. März 2004 16:30 Uhr | Slowakei | 8:1 (2:0, 3:1, 3:0) Spielbericht | Australien | Sterzing Zuschauer: 100 |

| 15. März 2004 20:00 Uhr | Italien | 10:2 (2:1, 3:1, 5:0) Spielbericht | Großbritannien | Sterzing Zuschauer: 300 |

| 17. März 2004 13:00 Uhr | Dänemark | 10:0 (1:0, 5:0, 4:0) Spielbericht | Australien | Sterzing Zuschauer: 150 |

| 17. März 2004 16:30 Uhr | Großbritannien | 1:0 (1:0, 0:0, 0:0) Spielbericht | Niederlande | Sterzing Zuschauer: 100 |

| 17. März 2004 20:00 Uhr | Slowakei | 1:2 (1:1, 0:1, 0:0) Spielbericht | Italien | Sterzing Zuschauer: 1.000 |

| 18. März 2004 13:00 Uhr | Niederlande | 5:1 (2:0, 0:1, 3:0) Spielbericht | Australien | Sterzing Zuschauer: k. A. |

| 18. März 2004 16:30 Uhr | Slowakei | 11:0 (4:0, 3:0, 4:0) Spielbericht | Großbritannien | Sterzing Zuschauer: k. A. |

| 18. März 2004 20:00 Uhr | Italien | 1:4 (0:1, 0:2, 1:1) Spielbericht | Dänemark | Sterzing Zuschauer: 1.000 |

| 20. März 2004 13:00 Uhr | Dänemark | 3:3 (0:0, 1:2, 2:1) Spielbericht | Slowakei | Sterzing Zuschauer: 200 |

| 20. März 2004 16:30 Uhr | Australien | 4:2 (1:0, 0:0, 3:2) Spielbericht | Großbritannien | Sterzing Zuschauer: 200 |

| 20. März 2004 20:00 Uhr | Italien | 4:0 (1:0, 2:0, 1:0) Spielbericht | Niederlande | Sterzing Zuschauer: 1.000 |

| Pl | Land           | Sp | S | U | N | Tore  | Punkte |
| -- | -------------- | -- | - | - | - | ----- | ------ |
| 1. | Dänemark       | 5  | 4 | 1 | 0 | 24: 7 | 9      |
| 2. | Italien        | 5  | 4 | 0 | 1 | 24: 7 | 8      |
| 3. | Slowakei       | 5  | 3 | 1 | 1 | 28: 7 | 7      |
| 4. | Niederlande    | 5  | 2 | 0 | 3 | 08:14 | 4      |
| 5. | Australien     | 5  | 1 | 0 | 4 | 06:32 | 2      |
| 6. | Großbritannien | 5  | 0 | 0 | 5 | 06:29 | 0      |

### Auf- und Absteiger
| Aufsteiger in die Division I: | Dänemark                   |
| Absteiger aus der Division I: | Nordkorea, Norwegen        |
| Absteiger aus Division II:    | Großbritannien, Australien |
| Aufsteiger in Division II:    | Österreich                 |

## Division III
Vom 21. bis zum 28. März 2004 fand das Weltmeisterschaftsturnier der Division III in Maribor in Slowenien statt. Sechs Mannschaften nahmen daran teil. Der Sieger stieg direkt in die Division II auf. Da es in diesem Jahr zwei Absteiger aus der Division II gab, stiegen in diesem Jahr die beiden Letztplatzierten in die im kommenden Jahr erstmals eingerichtete Division IV ab.
| 21. März 2004 12:00 Uhr | Österreich | 8:1 (2:0, 1:0, 5:1) Spielbericht | Ungarn | Maribor Zuschauer: 350 |

| 21. März 2004 15:30 Uhr | Südkorea | 1:2 (0:0, 0:1, 1:1) Spielbericht | Belgien | Maribor Zuschauer: 330 |

| 21. März 2004 19:00 Uhr | Rumänien | 0:5 (0:1, 0:1, 0:3) Spielbericht | Slowenien | Maribor Zuschauer: 650 |

| 22. März 2004 12:00 Uhr | Belgien | 1:10 (0:5, 1:3, 0:2) Spielbericht | Österreich | Maribor Zuschauer: 350 |

| 22. März 2004 15:30 Uhr | Ungarn | 3:0 (0:0, 0:0, 3:0) Spielbericht | Rumänien | Maribor Zuschauer: 340 |

| 22. März 2004 19:00 Uhr | Slowenien | 10:1 (1:1, 5:0, 4:0) Spielbericht | Südkorea | Maribor Zuschauer: 620 |

| 24. März 2004 12:00 Uhr | Rumänien | 4:3 (0:0, 1:1, 3:2) Spielbericht | Korea | Maribor Zuschauer: 356 |

| 24. März 2004 15:30 Uhr | Belgien | 3:4 (1:1, 1:2, 1:1) Spielbericht | Ungarn | Maribor Zuschauer: 320 |

| 24. März 2004 19:00 Uhr | Slowenien | 2:3 (0:1, 1:1, 0:1) Spielbericht | Österreich | Maribor Zuschauer: 770 |

| 25. März 2004 12:00 Uhr | Belgien | 6:0 (2:0, 1:0, 3:0) Spielbericht | Rumänien | Maribor Zuschauer: 320 |

| 25. März 2004 14:30 Uhr | Südkorea | 1:10 (1:2, 0:4, 0:4) Spielbericht | Österreich | Maribor Zuschauer: 345 |

| 25. März 2004 19:00 Uhr | Ungarn | 3:8 (0:4, 3:2, 0:2) Spielbericht | Slowenien | Maribor Zuschauer: 650 |

| 27. März 2004 12:00 Uhr | Ungarn | 4:1 (2:1, 1:0, 1:0) Spielbericht | Südkorea | Maribor Zuschauer: 340 |

| 27. März 2004 15:30 Uhr | Österreich | 4:0 (1:0, 1:0, 2:0) Spielbericht | Rumänien | Maribor Zuschauer: 355 |

| 27. März 2004 19:00 Uhr | Slowenien | 4:1 (1:0, 1:1, 2:0) Spielbericht | Belgien | Maribor Zuschauer: 720 |

| Pl | Land       | Sp | S | U | N | Tore  | Punkte |
| -- | ---------- | -- | - | - | - | ----- | ------ |
| 1. | Österreich | 5  | 5 | 0 | 0 | 35: 4 | 10     |
| 2. | Slowenien  | 5  | 4 | 0 | 1 | 28: 8 | 8      |
| 3. | Ungarn     | 5  | 3 | 0 | 2 | 15:20 | 6      |
| 4. | Belgien    | 5  | 2 | 0 | 3 | 13:19 | 4      |
| 5. | Rumänien   | 5  | 1 | 0 | 4 | 04:21 | 2      |
| 6. | Südkorea   | 5  | 0 | 0 | 5 | 07:30 | 0      |

### Auf- und Absteiger
| Aufsteiger in die Division II: | Österreich                 |
| Absteiger aus der Division II: | Großbritannien, Australien |
| Absteiger aus Division III:    | Rumänien, Südkorea         |
| Aufsteiger in Division III:    | Südafrika (gesetzt)        |